# 内藤邦男
内藤 邦男（ないとう くにお、1953年（昭和28年）7月28日－）日本の農林官僚。農林水産省生産局長、林野庁長官などを経て、一般社団法人JA共済総合研究所理事長。新潟県新潟市西蒲区（旧西川町）出身。2024年、瑞宝中綬章受章。

## 略歴
- 新潟県立巻高等学校、東京大学法学部卒業
- 1977年（昭和52年）4月：農林省入省
- 構造改善局総務課企画官
- 国土庁土地局土地政策課長補佐
- 林野庁林政部林政課付
- 在ジュネーヴ国際機関日本政府代表部一等書記官
- 大臣官房企画室企画官
- 農林水産大臣官房文書課調査官
- 1996年（平成8年）：農林水産省経済局国際部国際経済課長
- 2000年（平成12年）6月8日：農林水産省食品流通局品質課長
- 2001年（平成13年）1月6日：農林水産省総合食料局品質課長
- 2001年（平成13年）7月6日：農林水産省総合食料局総務課長
- 2003年（平成15年）7月1日：農林水産省大臣官房参事官
- 2004年（平成16年）4月1日：農林水産省大臣官房審議官
- 2004年（平成16年）8月9日：農林水産省大臣官房国際部長
- 2005年（平成17年）7月19日：農林水産省総合食料局次長
- 2006年（平成18年）8月1日：農林水産省大臣官房総括審議官
- 2007年（平成19年）9月7日：農林水産省生産局長
- 2008年（平成20年）：林野庁長官
- 2009年（平成21年）：農畜産業振興機構副理事長
- 2016年（平成28年）：一般社団法人JA共済総合研究所理事長